# Lebanon (Maine)
Lebanon es un pueblo ubicado en el condado de York en el estado estadounidense de Maine. En el Censo de 2010 tenía una población de 6.031 habitantes y una densidad poblacional de 41,71 personas por km².

## Geografía
Lebanon se encuentra ubicado en las coordenadas 43°24′00″N 70°54′46″O / 43.40000, -70.91278. Según la Oficina del Censo de los Estados Unidos, Lebanon tiene una superficie total de 144.59 km², de la cual 142.45 km² corresponden a tierra firme y (1.48%) 2.14 km² es agua.

## Demografía
Según el censo de 2010, había 6.031 personas residiendo en Lebanon. La densidad de población era de 41,71 hab./km². De los 6.031 habitantes, Lebanon estaba compuesto por el 97.07% blancos, el 0.43% eran afroamericanos, el 0.28% eran amerindios, el 0.83% eran asiáticos, el 0% eran isleños del Pacífico, el 0.08% eran de otras razas y el 1.31% pertenecían a dos o más razas. Del total de la población el 0.95% eran hispanos o latinos de cualquier raza.